# Conscience
Pour les articles homonymes, voir Conscience (homonymie).
La conscience est la faculté d'un individu de se connaître dans sa propre réalité et de juger celle-ci en conséquence ; il s'agit donc aussi de cette connaissance elle-même. Le terme peut faire référence à divers concepts philosophiques et psychologiques. Il peut notamment désigner la conscience morale, la conscience de soi, la conscience phénoménale, ou un état d'éveil.
Avant le XVIIe siècle, la conscience n'a qu'une seule valeur morale en français. Et c'est seulement à partir du XVIIe siècle qu'apparaît le concept philosophique (1676, Malebranche), avec le passage de la valeur morale du bien et du mal à la valeur psychologique ou métaphysique. Arrivent alors les apports anglais (Locke) et allemands (Wolff, Kant, Hegel) au concept ; au XVIIIe siècle, le mot « conscience » passe dans l'usage au sens rousseauiste de « connaissance immédiate », intuitive ; au XIXe siècle, pour Hegel et Marx, la conscience n'est plus le fruit d'une certitude naïve, mais celui d'une médiation (conscience de classe) ; au début du  XXe siècle, Sigmund Freud découvre l'inconscient et refuse de limiter le psychisme à la conscience.

## Histoire du mot
Le Petit Robert définit la conscience comme la « faculté qu'a l'homme de connaître sa propre réalité et de la juger » ou « cette connaissance » elle-même. D'après Étienne Balibar, bien qu'il ait été forgé au départ par les philosophes pour les termes anciens (en grec et en latin), le concept de « conscience » est devenu « absolument populaire, dénotant le “rapport à soi-même” de l'individu ou du groupe ». Autrement dit, le mot « conscience » renvoie à « ce que le philosophe et l'homme “du commun”  ont en commun ».
« Dans les langues latines et germaniques, les principaux termes en présence dérivent du savoir » : d'un côté, on a con-scientia, conscient et conscience ;  de l'autre, on a wissen (savoir en allemand), d'où Gewissen et Gewissheit, bewusst (unbewusst) et Bewusstsein, Bewusstheit, etc..
D'après le Dictionnaire historique de la langue française, la conscience n'a qu'une seule valeur morale en français avant le XVIIe siècle. La conscience en tant que concept philosophique apparaît au XVIIe siècle avec des philosophes classiques comme Malebranche.
Dans la première moitié du XXe siècle, le Vocabulaire technique et critique de la philosophie distingue les deux catégories suivantes : 1) la « conscience psychologique » (D. Bewusstsein, Selbstbewusstsein ; E. Consciousness ; I. Coscienza), 2) la « conscience morale » (D. Gewissen ; E. Conscience ; I. Coscienza). Bewusstsein (conscience psychologique) et Gewissen (conscience morale) sont distingués pour la première fois par le philosophe allemand Christian Wolff
Selon le dictionnaire Godin, la conscience (du latin conscientia) peut faire référence à plusieurs concepts philosophiques et psychologiques.
Étienne Balibar parle de « l'invention européenne de la conscience ».

### Étymologie
En français, « conscience » est un emprunt (vers 1165) « au latin conscientia, dérivé de conscire, de cum « avec » (→ co) et scire « savoir » (→ science), proprement « savoir en commun » »,. Conscientia, qui signifie « la connaissance partagée » avec quelqu'un, correspond ainsi au grec sunneidésis, et oscille quant à son sens « entre les valeurs de “confidence” et “connivence” ».
Le mot s'étant appliqué par la suite à « la connaissance de soi-même, il a pris un sens moral ».

### Avant le dix-septième siècle: valeur «morale» de la «conscience» en France
La valeur morale de « connaissance intuitive du bien et du mal » est la seule que connaisse le mot « conscience » avant le XVIIe siècle.
On retrouve ce sens dans des locutions comme :
- bonne conscience (1230)
- en conscience (1306, en leur conscience, vieilli sauf dans  en leur âme et conscience)
- cas de conscience (1609).
Le mot peut contenir une insistance sur « la faculté morale en tant que pouvoir, droit d'agir selon ce jugement » (liberté de conscience : l'expression existe déjà avant 1559).
Le Dictionnaire historique de la langue française note certains emplois classiques gardant « une trace de l'ancienne localisation de la conscience dans l'estomac (lui-même souvent assimilé à la poitrine) car, dit Furetière, on se frappe l'estomac dans le repentir, le remords » : la locution mettre la main à la conscience (1673, Molière) renvoie à un geste culturel, ainsi que (se) mettre un verre de vin sur la conscience (1690)
Pris au sens collectif, il exprime « l'ensemble des opinions morales d'une société (1721, conscience publique) ».
Quand le sens moral s'applique aux obligations religieuses et professionnelles, on parle de conscience professionnelle, tandis que dans le cas particulier de l'imprimerie, on parle d'un travail de conscience.

### À partir du dix-septième siècle: apparition du concept philosophique

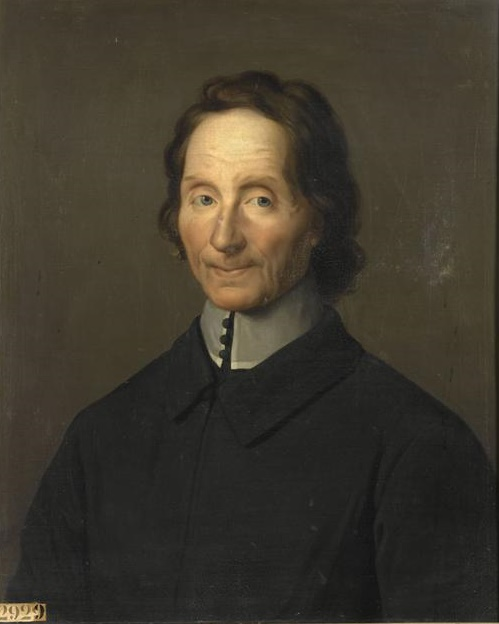
Nicolas Malebranche (1638-1715)

La conscience comme « faculté qu'a l'homme d'appréhender sa propre réalité », qui arrive avec « la réflexion des philosophes classiques (1676, Malebranche) », devient un concept philosophique. Le terme français est alors « l'héritier indirect du grec suneidésis, direct du latin conscientia en emploi antique et moderne ».
Le Dictionnaire historique de la langue française observe toutefois que « le passage de la valeur morale à la valeur psychologique ou métaphysique de réflexivité a été préparé par l'emploi métonymique de conscience pour “être conscient”, au XVIe siècle, par exemple chez Calvin (selon É. Balibar) ».

#### Apports anglais et allemands

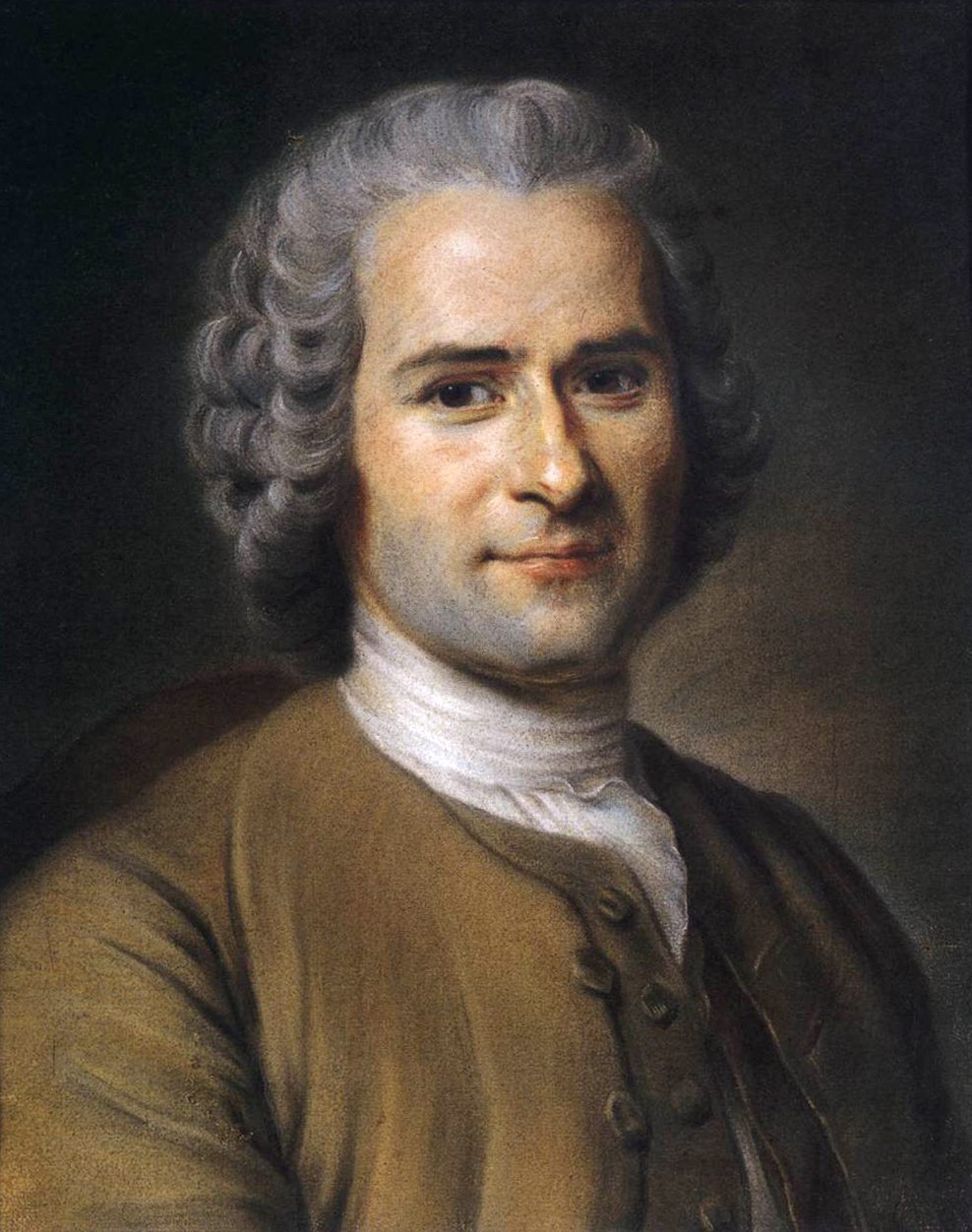
Jean-Jacques Rousseau par Maurice Quentin de La Tour.

John Locke (traduit en français par Pierre Coste à la fin du XVIIe siècle) distingue trois concepts, conscience, consciousness et self-consciousness.
Le mot allemand Bewusstsein pour « conscience » au sens philosophique du terme est de Christian Wolff en 1719, d'où Selbstbewusstsein chez Kant, puis Hegel, termes qui « ont marqué l'emploi de conscience dans la philosophie française depuis Maine de Biran (1811) ».

Apports philosophiques anglais et allemands
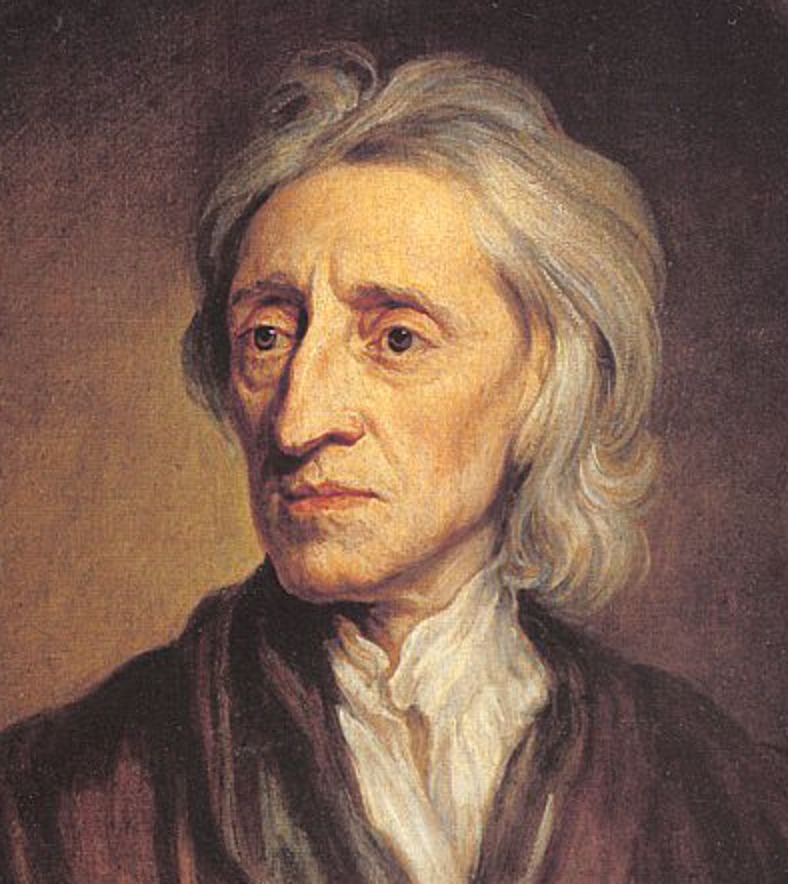
John Locke
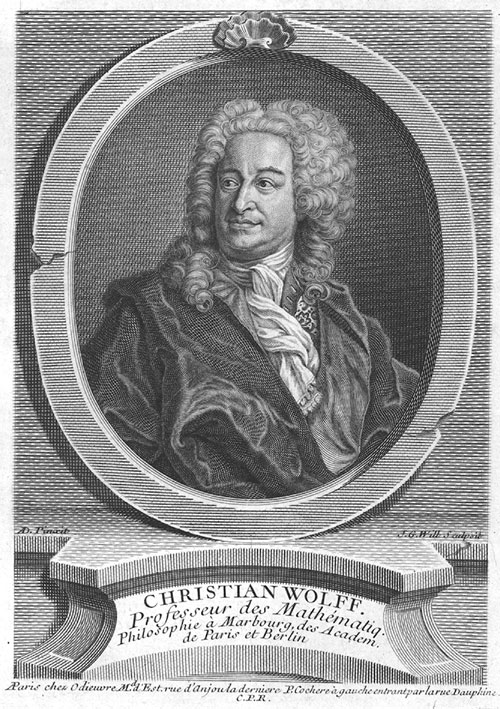
Christian Wolff
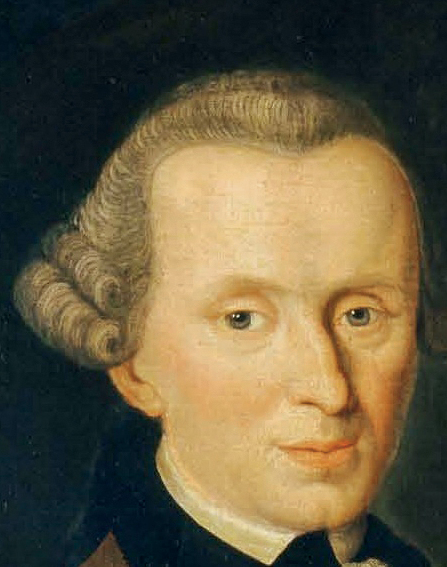
Kant
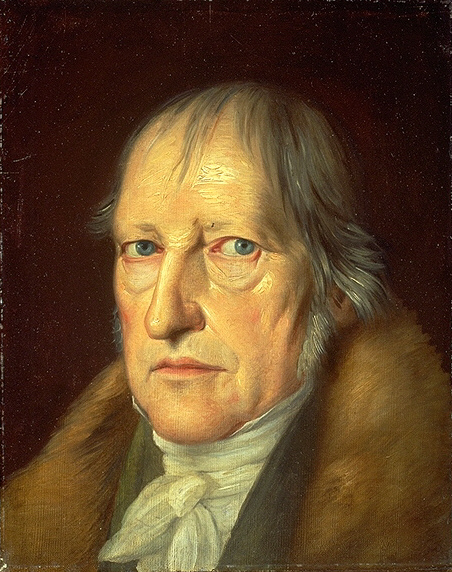
Hegel

#### Dix-huitième siècle
Au XVIIIe siècle (par exemple, chez Jean-Jacques Rousseau en 1762), le concept, passé dans l'usage commun, désigne « la connaissance immédiate, plus ou moins intuitive, d'une chose à l'intérieur ou à l'extérieur de soi, fournissant les locutions avoir, prendre conscience de ».

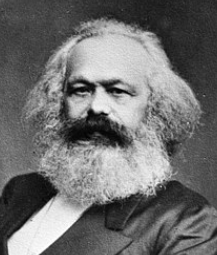
Karl Marx est à l'origine de la notion de conscience de classe.

#### Dix-neuvième siècle
Le XIXe siècle (Hegel, Marx), critique de la « transparence du concept », fait de la conscience « non pas une première certitude naïve, mais le fruit d'une médiation », comme dans prise de conscience, conscience de classe.

#### Vingtième siècle
Au début du XXe siècle, Sigmund Freud, en élaborant la théorie psychanalytique, poursuit la critique de ce concept « tel que l'entend la psychologie » et refuse « de limiter le champ du psychisme à la conscience ».

## Polysémie
En français, le mot « conscience » est donc polysémique. Mais il y a « un problème proprement français » concernant « l'unicité du mot conscience » : cette unicité doit-elle être « considérée comme une simple homonymie ou comme une analogie, l'expression d'un noyau de signification circulant entre les acceptions particulières » ?
Le Vocabulaire technique et critique de la philosophie d'André Lalande distingue principalement au sens 1) la « conscience psychologique », en allemand : Bewusstsein (conscience), Selbstbewusstsein (conscience de soi) ; en anglais Consciousness (conscience), et au sens 2) la conscience morale, en allemand : Gewissen (conscience) ; en anglais Conscience (conscience).
Outre les deux sens principaux déjà vus, le concept de conscience a de nombreux sens ou manifestations que l’on peut s’efforcer de distinguer, bien que dans certains cas, ces différences soient surtout des différences de degrés :
- la conscience comme sensation : tout être doué de sensibilité, voire un système automatique, peut être dit, dans une certaine mesure, « conscient » de son environnement, puisqu'il répond à des stimuli ; c'est ce qu'on désigne sous le nom de « conscience du monde » ;
- la conscience spontanée, sentiment intérieur immédiat ; certains philosophes de l’Antiquité (par exemple les Stoïciens) parlent de « toucher intérieur »[8] (voir l'article Qualia) ;
- on peut distinguer une étape supérieure, en signifiant par le mot conscience un état d’éveil de l’organisme, état différent du précédent en ce sens qu’il ne comporte pas de passivité de la sensibilité (cf. en anglais, le mot wakefulness, vigilance, alerte, ou awareness) ; en ce sens, il n’y a pas de conscience dans l’état de sommeil profond ou dans le coma ;
- conscience de soi : la conscience est la présence de l’esprit à lui-même dans ses représentations, comme connaissance réflexive du sujet qui se sait percevant. Par cette présence, un individu prend connaissance, par un sentiment ou une intuition intérieurs, d’états psychiques qu’il rapporte à lui-même en tant que sujet. Cette réflexivité renvoie à une unité problématique du moi et de la pensée, et à la croyance, tout aussi problématique, que nous sommes à l’origine de nos actes ; ce dernier sens est une connaissance de notre état conscient aux premiers sens. Le domaine d’application est assez imprécis et il comporte des degrés : s’il s’agit d’une conscience claire et explicite, les enfants qui ne parlent pas encore ne possèdent sans doute pas la conscience en ce sens ; s’il s’agit d’un degré moindre de conscience, d’une sorte d’éveil à soi, alors non seulement les enfants peuvent être considérés comme conscients mais aussi certains animaux ;
- un autre sens du mot conscience a été introduit par le philosophe Thomas Nagel : il s’agit de la conscience pour un être de ce que cela fait d’être ce qu’il est ;
- la conscience comme conscience de quelque chose (conscience transitive, opposée à l’intransitivité du fait d’être conscient). Cette conscience renvoie à l’existence problématique du monde extérieur et à notre capacité de le connaître ;
- la conscience intellectuelle, intuition des essences ou des concepts ;
- la conscience phénoménale (ou sentience), en tant que structure de notre expérience ;
- à un degré conceptuellement plus élaboré peut exister ou non la « conscience morale », définissable comme la compréhension et la prise en charge par l'individu des tenants et aboutissants de ses actes pour la collectivité et les générations futures.

Dans l’ensemble de ces distinctions, on peut noter une conception de la conscience comme savoir de soi et perception immédiate de la pensée, et une autre comme sentiment de soi impliquant un soubassement obscur et un devenir conscient qui sont, en général, exclus de la première conception. La conscience morale, quant à elle, désigne le sujet du jugement moral de nos actions. De cette conscience-là, on dit aux enfants qu'elle nous permet de distinguer le bien du mal. Voir plus bas.

### Conscience (psychologique)
D'après Lalande, la « conscience psychologique » (en allemand Bewusstsein ; en anglais consciousness) est une « intuition (plus ou moins complète, plus ou moins claire) qu'a l'esprit de ses états et de ses actes ». Selon Hamilton, 

« La conscience ne peut pas être définie [...] La raison en est simple : la conscience est à la racine de toute connaissance »

— Sir William Hamilton, Lectures, Metaphysics, I. 191
Le Lalande donne une autre définition de la « conscience psychologique », extraite de Baldwin :

« Ce que nous sommes de moins en moins quand nous tombons graduellement dans un sommeil sans rêves... Ce que nous sommes de plus en plus, quand le bruit nous éveille peu à peu, — c'est là ce qu'on appelle conscience »

— Baldwin, d'après Ladd, Psychology, V° 216
— En réalité, précise une note en bas de page du Lalande, « le mot conscience, au sens A, désigne la pensée même, antérieure à la distinction du connaissant et du connu ; comme telle, elle est la donnée première que la réflexion analyse en sujet et en objet. » (Maurice Blondel ; Marcel Bernès).

### Conscience (morale)
D'après Lalande, la « conscience morale » (en allemand : Gewissen ; en anglais : conscience) est la « propriété qu'a l'esprit humain de porter des jugements normatifs spontanés et immédiats sur la valeur morale de certains actes individuels déterminés » : quand elle s'applique à des actes futurs, « elle revêt la forme d'une “voix” qui commande ou défend ; quand elle s'applique aux actes passés, elle se traduit par des sentiments de joie (satisfaction) ou de douleur (remords) ». Suivant les cas, cette conscience est dite « claire, obscure, douteuse, erronée, etc. ».
En ce sens, on parle d'une « bonne conscience » et d'une « mauvaise conscience ».

### État de conscience
Dans le vocabulaire juridique du bas latin, où le mot « état » (estate) est employé « au sens de “situation d'une personne” », que ce soit sur le plan physique ou moral, le Dictionnaire historique de la langue française note que, parmi les nombreux groupes lexicalisés et locutions où figure le terme « état », état de conscience s'emploie en psychologie.
À l'entrée « état » du Vocabulaire technique et critique de la philosophie comme « manière d'être momentanée, plus ou moins durable » (en opposition au mouvement, à l'action ou au devenir), l'expression état de conscience (Bewusstseinzustand en allemand ; State of consciousness, feeling, en anglais ; Stato di coscienza en italien) « s'applique, dans le langage philosophique courant, à n'importe quel fait psychique conscient (sensation, sentiment, volition) ». Selon le Lalande, mieux vaudrait parler de « fait de conscience » (= Fait psychique conscient). Toutefois, il est signalé en note que pour Edmond Goblot, l'expression état de conscience devrait être réservée à la désignation de « “l'ensemble complexe des phénomènes simultanés existant à un moment donné” dans une conscience ».

#### États modifiés de conscience
Les pratiquants de la méditation cherchent à accéder à une prise de conscience (de la conscience), voire à des états modifiés de conscience,,. C'est une méthode pour entrer en soi et s'interroger soi-même dans la perspective de mieux se connaître et de vivre une expérience subjective intérieure personnelle.

#### État de conscience minimal
L'état de conscience minimale est une condition neurologique dans laquelle une personne montre des signes minimaux mais clairs de conscience de soi ou de l'environnement, après avoir été dans un état de conscience altéré (comme un coma). Les personnes dans cet état peuvent suivre des instructions simples, effectuer des mouvements délibérés, ou répondre à des stimuli, mais ces réponses sont souvent incohérentes ou limitées.[réf. nécessaire]

### Conscience phénoménale
La conscience phénoménale correspondrait au « ressenti » d'un sujet. La conscience est « cette capacité de nous rapporter subjectivement nos propres états mentaux ».

- la conscience serait un phénomène mental caractérisé par un ensemble d'éléments plus ou moins intenses et présents selon les moments : un certain sentiment d'unité lors de la perception par l'esprit ou par les sens (identité du soi), le sentiment qu'il y a un arrière-plan en nous qui « voit », un phénomène plutôt passif et global contrairement aux activités purement intellectuelles de l'esprit, actives et localisées, et qui sont liées à l’action (par exemple la projection, l’anticipation, l’histoire, le temps, les concepts…). La conscience est « ce qui voit » sans s’assimiler à ce qui est vu, c'est ce qui intègre à chaque instant en créant des relations stables entre les choses, à l'image des réseaux neuronaux. La conscience est un lieu abstrait, car impossible à localiser quelque part dans le corps, qui apparaît à chaque instant au moment exact où fusionnent les perceptions des sens et de l'esprit, l’espace dans lequel se déroulent toutes les activités intellectuelles de l’esprit, en grande partie imaginaires (les représentations mentales : conscience du monde, des autres, du moi…), mais efficaces à leur manière, ainsi que la vie émotionnelle ;
- la conscience en tant que substrat de l'existence, dans certaines conceptions de la spiritualité.

### Conscience de soi
La conscience s’accompagne de souvenirs, de sentiments, de jugements, de sensations et de savoir que nous rapportons à une réalité intérieure que nous nommons moi. Cette conscience est appelée conscience de soi, et est structurée par la mémoire et l’entendement. Elle est en ce sens une unité synthétique sous-jacente à tous nos comportements volontaires. Les éléments qu’elle contient, souvenirs, sentiments, jugements, dépendent d’un contexte culturel, ce qui fait de la conscience de soi une réalité empirique changeante et multiple. L’unité et la permanence du moi ne sont donc pas garanties par l’unité, peut-être seulement nominale, de la conscience.
Le cogito cartésien (« je pense donc je suis ») tend à exprimer l'état de conscience de celui qui s'exprime. Autrement dit le sujet, disant « Je » exprime une conscience de lui-même (Ego), en termes de savoir (raisonnement - entendement). Le « Je pense » est interactif. Il implique et nécessite, pour être exprimé, la conscience de soi. La conclusion d'être pourrait dès lors paraître redondante. Toutefois, elle vient exprimer l'état et la relation sensitive. « Je pense donc je suis » peut donc se décliner en « Je sais que je ressens donc j'existe ». C'est aussi la faculté de douter de sa propre existence qui « atteste » cette existence même.

#### Rapport en première personne

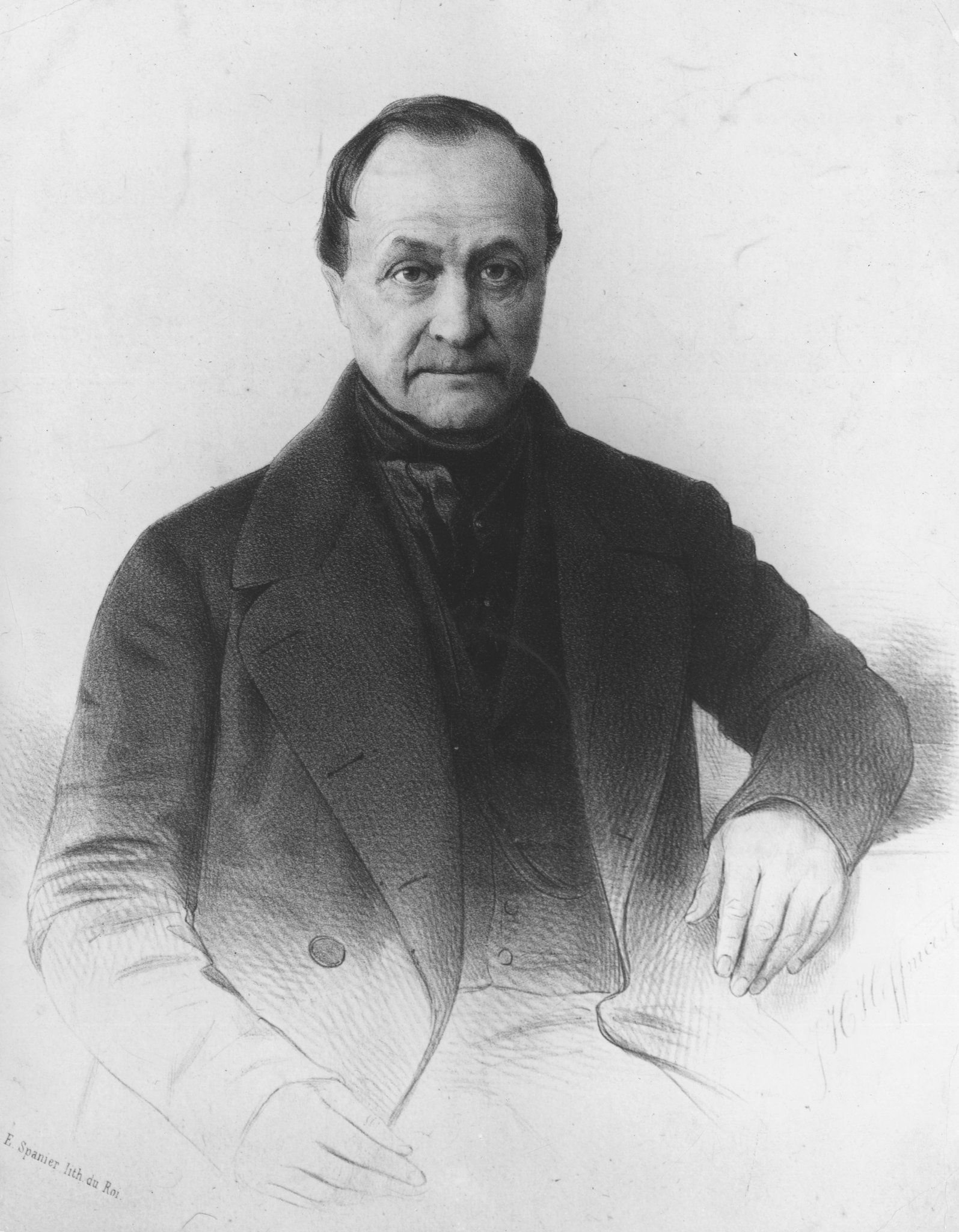
Auguste Comte : « On ne peut pas se mettre à la fenêtre pour se regarder passer dans la rue ».

L’introspection est une méthode d’investigation de la conscience qui vient, généralement, la première à l’esprit. C’est un fait que nous pensons tous avoir un accès privilégié à notre esprit, accès dont la conscience serait l’expression. Mais l’investigation de notre vie mentale n’est certainement pas suffisante pour élaborer une théorie étendue de la conscience : « on ne peut pas, disait Auguste Comte, se mettre à la fenêtre pour se regarder passer dans la rue ». Le sujet ne peut en effet s’observer objectivement puisqu’il est à la fois l’objet observé et le sujet qui observe, d’autant que la conscience se modifie elle-même en s’observant. Toute psychologie impliquerait donc d’examiner la conscience à la troisième personne, même s'il faut alors se demander comment il est possible d’observer ainsi la conscience de l’extérieur.
Le stade du miroir (se reconnaître dans un miroir) est souvent, considéré comme une étape essentielle de la conscience de soi, réservé à l'humain. Mais si ce stade est atteint vers l'âge d'un an et demi à deux ans chez l'homme, certains chimpanzés expérimentés, certains autres grands singes, éléphants, dauphins, perroquets et pies, sont capables de se reconnaître dans un miroir, comme l'a montré le test du miroir en éthologie.

#### Courant
L’idée de conscience de soi pose le problème de l’unité d’un sujet, d’un moi ou d’une conscience. On peut très généralement distinguer deux types d’hypothèses :
- la conscience est l’expression d’une unité interne — le je du je pense ; cette unité peut être comprise de différentes manières :
  - unité d’un individu — le sujet pensant, voire « l’âme » (par exemple chez Descartes),
  - unité transcendantale — le sens interne comme conscience de mes contenus de conscience comme m’appartenant (Kant).
- la conscience n’est qu’une liaison d’agrégats d’impressions (Hume) qui peut être décrite comme une suite plus ou moins cohérente de récits concernant un sujet purement virtuel — le moi. Aussi, « quand mes perceptions sont écartées pour un temps, comme par un sommeil tranquille, aussi longtemps je n’ai plus conscience de moi et on peut dire vraiment que je n’existe pas » (Hume, Traité de la nature humaine, I). Selon cette thèse, le moi est autre.

### Conscience du monde extérieur

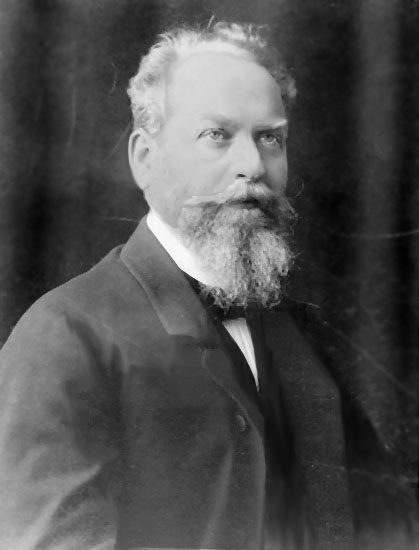
Pour Edmund Husserl, la conscience ne peut être décrite indépendamment des objets qu'elle appréhende.

Selon Husserl, qui reprend un concept médiéval, toute conscience est conscience de quelque chose. Cela suppose que la conscience soit un effort d’attention qui se concentre autour d’un objet. Cette concentration est structurée par l’expérience ou par des catégories a priori de l’entendement, structures que l’on considère parfois comme les fondements de toute connaissance du monde extérieur. Dans l’idéalisme moderne la conscience est ainsi la source et l’origine de la science et de la philosophie.
À la question de savoir quelles relations la conscience entretient avec la réalité en général, une description phénoménologique répond que celle-ci a une structure spatiale et temporelle, structure qui est une organisation des concepts qui concernent notre expérience du monde et nous-mêmes en tant qu’acteurs de ce monde.

## Histoire indienne de la conscience
Si, dans le cadre d'une pensée occidentale, la  « conscience » est « l'un des mots les plus difficiles à définir », ainsi que le formule  André Comte-Sponville, cette difficulté se heurtant à la problématique d'une conscience tentant de s'auto-définir, un proverbe bouddhiste énoncerait en regard l'adage selon lequel « un couteau ne peut se couper lui-même »

### Bouddhisme
La philosophie bouddhique étudie elle aussi la conscience, vijñāna et en analyse les différentes formes et fonctions. Il s'agit alors de l'un des constituants de la personne, skandhas, distinct de la perception, samjñā ; cependant, si vijñāna est traduit par conscience, et que le terme désigne bien une connaissance, le concept bouddhiste ne recouvre pas exactement la conscience telle qu'elle est thématisée dans la pensée occidentale.

### Hindouisme et védisme
Au cours des siècles, la conscience n'était pas définie systématiquement de la même façon sur le sous-continent indien. La notion de « conscience pure » dans les théories dérivées des textes de l'hindouisme, est comme un « état libéré », libéré du karma, libéré du samsara. Elle peut être comprise comme un substrat de l'existence individuelle. Pour certains hindouistes, plus le chemin du yogi avance dans la méditation, plus sa conscience devient grande. Le problème de la dualité de l'univers entre l'individuel et le Tout, c'est-à-dire Dieu se pose aussi. Dieu dans le Brahmanisme et l'Hindouisme peut être l'être suprême Brahman, transcendant (Tat) ou immanent (Sat-Chit-Ananda) dont la triplicité est l’existence-conscience-félicité. c'est encore la Trimurti de Brahma-Vishnou-Shiva. La Mandukya Upanishad donne quatre états de conscience : éveillé, dormant, rêvant et n'étant qu'un avec le Brahman. Ce quatrième état de conscience, ou Turiya, qui veut dire quatrième en sanskrit, est au-delà des états de veille, de rêve et de sommeil dont il peut être considéré comme la source à l'origine de trois fleuves, ou encore illustré comme l'image du moyeu d'une roue à trois branches. Pour Aurobindo Ghose qui réunit spiritualité et matérialisme dans une vision évolutionniste de l'humanité, l'émergence d'une conscience de vérité qu'il appelle la conscience supramentale peut contribuer à l'évolution d'une nouvelle conscience sur terre. Pour Jean Gebser la conscience supramentale de Sri Aurobindo est la même que la conscience intégrale qu'il décrit dans sa vision de l'évolution de la conscience.

## Histoire européenne de la conscience
Étienne Balibar parle de « l'invention européenne de la conscience ». Il y a, dit-il, une illusion du point de vue national dans la croyance selon laquelle « les “différents sens” du français se distribueraient entre des mots étrangers correspondants ou que conscience en français unifie ce que d'autres langues divisent ». Les fluctuations des dictionnaires renvoient à l'histoire, qui est elle-même transnationale, celle des « créations linguistiques en matière de “pensée de la pensée” » : il s'agit d'un cas d'étude de ce que Renée Balibar nomme le « colinguisme européen »,.

### Antiquité gréco-romaine
Il n’existe aucun concept strictement comparable à celui de conscience dans la philosophie de la Grèce antique.
Selon Barbara Cassin, « il n'y a pas de mot grec correspondant à conscience, mais une grande variété de termes et d'expressions sur lesquels conscience est projeté, et qui renvoient tantôt à un rapport à soi, tantôt à un jugement moral, tantôt à une perception, tantôt à un jugement, opérant souvent un croisement ou une dérivation entre plusieurs de ces acceptions ».

### La «conscience» dans le christianisme

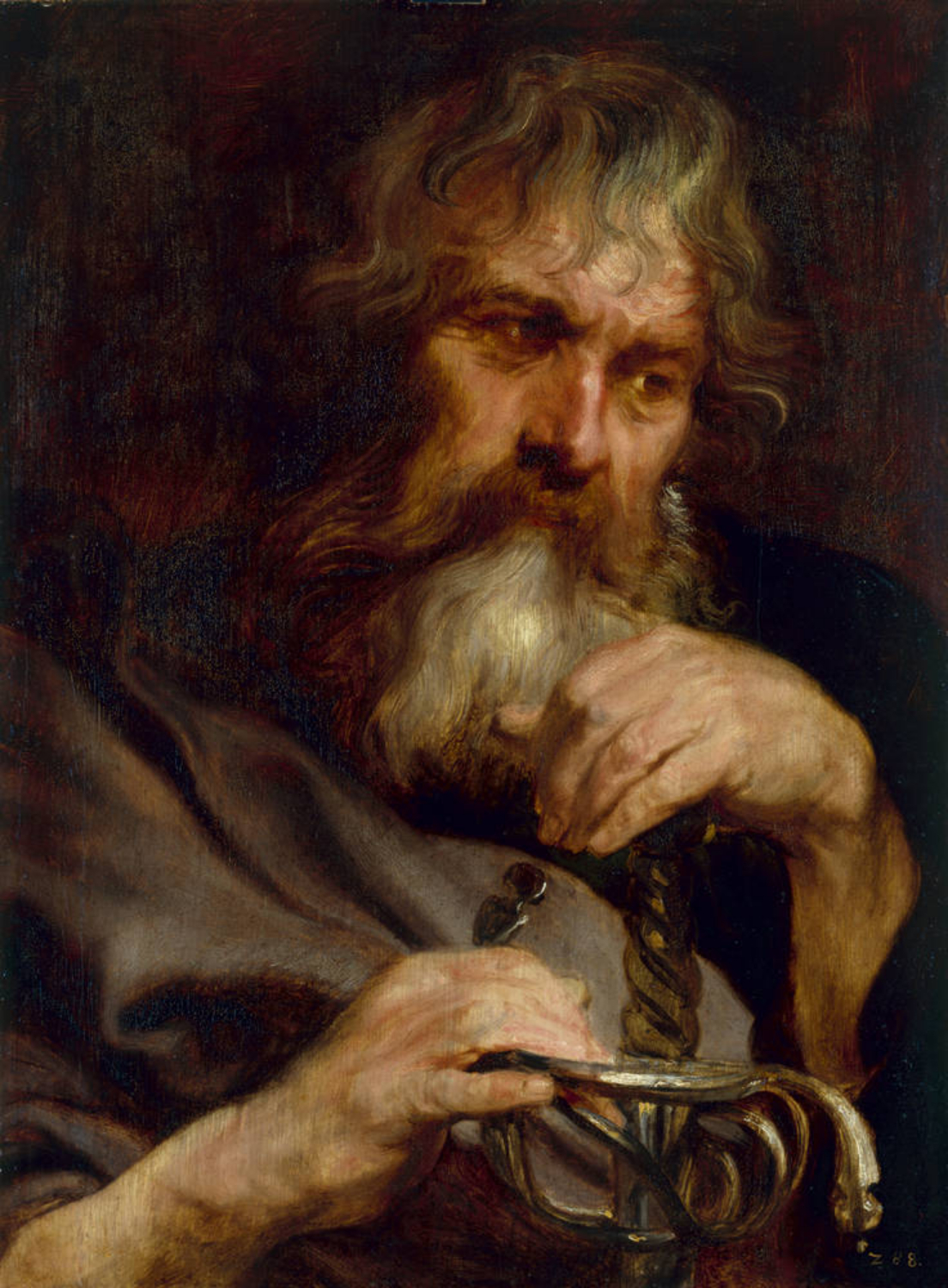
L'apôtre Saint-Paul par Antoine van Dyck

L'apôtre Paul de Tarse, dans l'Épître aux Romains au Ier siècle, soutient que les païens ne sont pas ignorants de la Loi puisqu'ils ont une conscience qui les pousse à la chercher (Rm 2, 14-16).
Les Pères de l'Église « identifient la conscientia avec l' âme » : face au créateur, celle-ci est donc à la fois « jugeante et jugée ». Subordonnée chez Augustin à la memoria, elle « confesse le verbe de Dieu » et interroge chez l'homme, « au plus profond de lui-même » (« interior intimo mio », est-il dit dans Les Confessions), les « secrets de sa conscience ». Jérôme dit que « l'étincelle de la conscience » (scintilla conscientiae) continue de briller même chez les criminels et les pécheurs.
Dans Gaudium et Spes, le pape Jean XXIII et les évêques rassemblés lors du concile Vatican II (1962-1965) préciseront que la « conscience est le centre le plus secret de l’homme, le sanctuaire où il est seul avec Dieu et où sa voix se fait entendre ». Elle est « cette voix, qui ne cesse de presser » chaque personne « d’aimer, d’accomplir le bien et d’éviter le mal »,.

#### Luther et leGewissenallemand

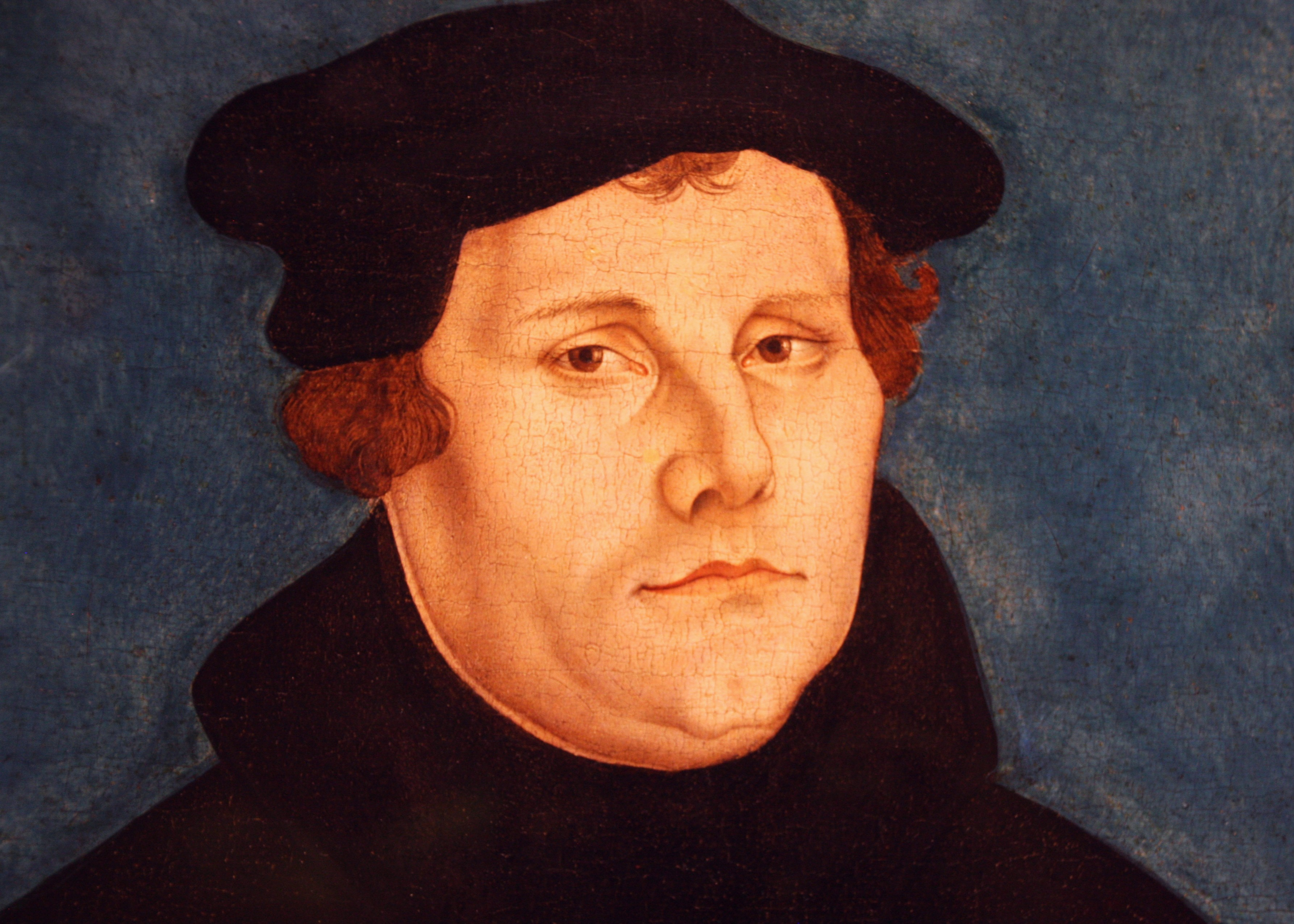
Martin Luther, portrait de Lucas Cranach l'Ancien.

Au sujet de la dénomination Gewissen en allemand pour « conscience », Philippe Büttgen rappelle que Luther a été qualifié d' « inventeur du Gewissen » (R. Hermann) et le luthéranisme de « religion du Gewissen » (K. Holl),. Il cite à cet effet la réplique héroïque de 1521 devant la diète de Worms du Réformateur où ce dernier refuse de se rétracter face à l'Église de Rome : « [...] ma conscience est captive de Dieu, et je ne peux ni ne veux abjurer quoi que ce soit, car il n'est ni sûr ni honnête d'agir contre sa conscience » (Verhandlungen mit D. Martin Luther auf dem Reichstag zu Worms [1521], WA 7, 838, 2-9). Pour Philippe Büttgen, Martin Luther, « premier théoricien du Gewissen en langue allemande, serait aussi le premier théoricien moderne de la conscience » (en appelant à la liberté de conscience).

#### Jean Calvin

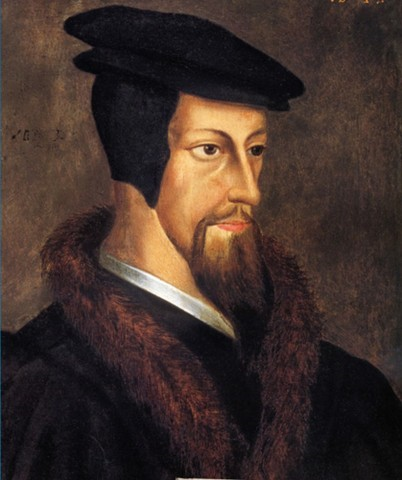
Jean Calvin XVIe siècle

Calvin, au XVIe siècle, déclare qu'il existe une loi naturelle sans laquelle la vie en société ne serait pas possible : 

« Si l’Évangile n’était point prêché entre nous, que nous n’eussions même ni Loi, ni rien que ce soit, qu’il n’y eût que notre conscience, ainsi qu’ont les païens et les Turcs, si est-ce que déjà nous serions assez avertis de la volonté de Dieu et nous aurions assez de connaissance, sinon que nous la vinssions étouffer par notre malice »

— Jean Calvin

### Apparition du concept philosophique de «conscience» au dix-septième siècle

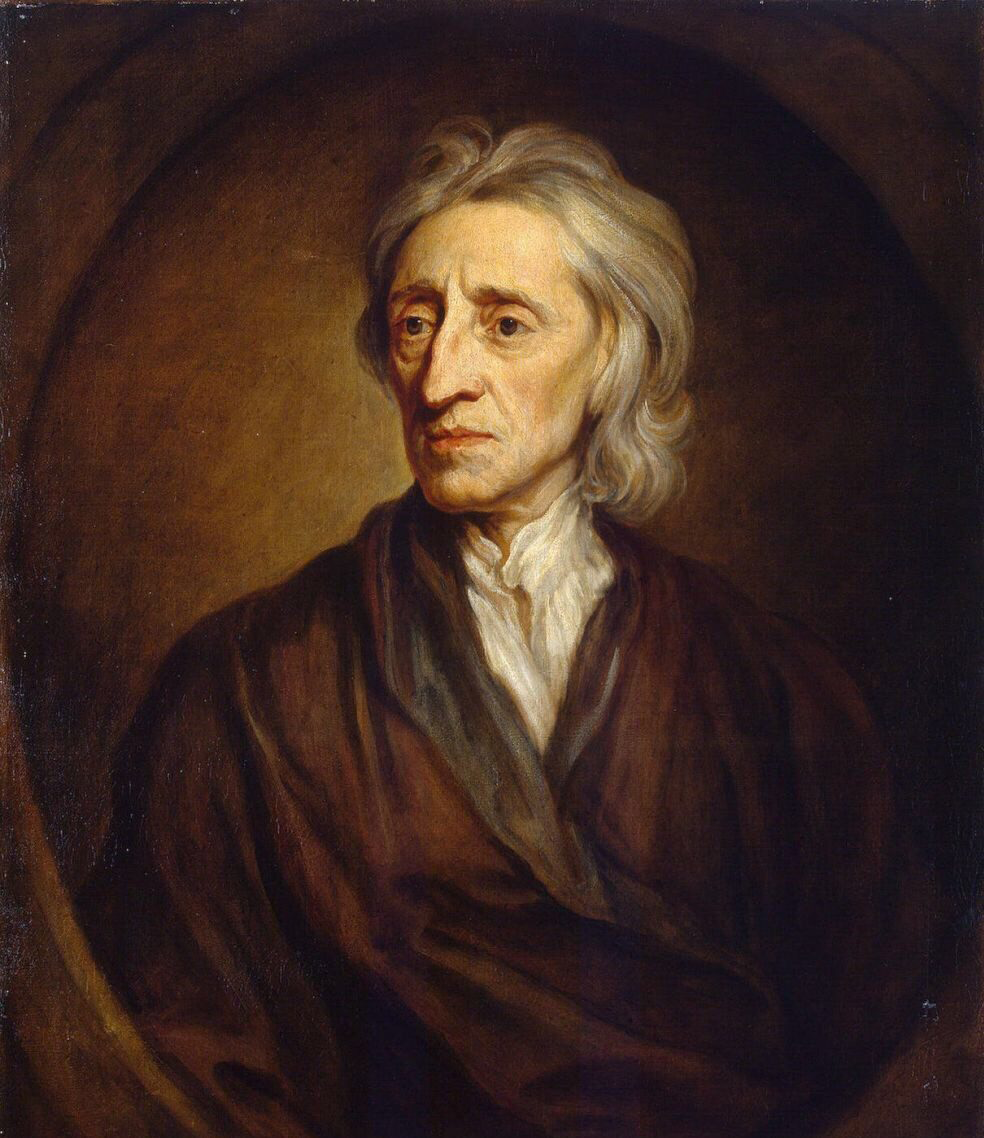
John Locke introduit le concept philosophique de « conscience » (consciousness) dans son Essai sur l'entendement humain (1689)

Ce n’est qu’au XVIIe siècle que le terme de « conscience » apparaît dans les langues européennes.

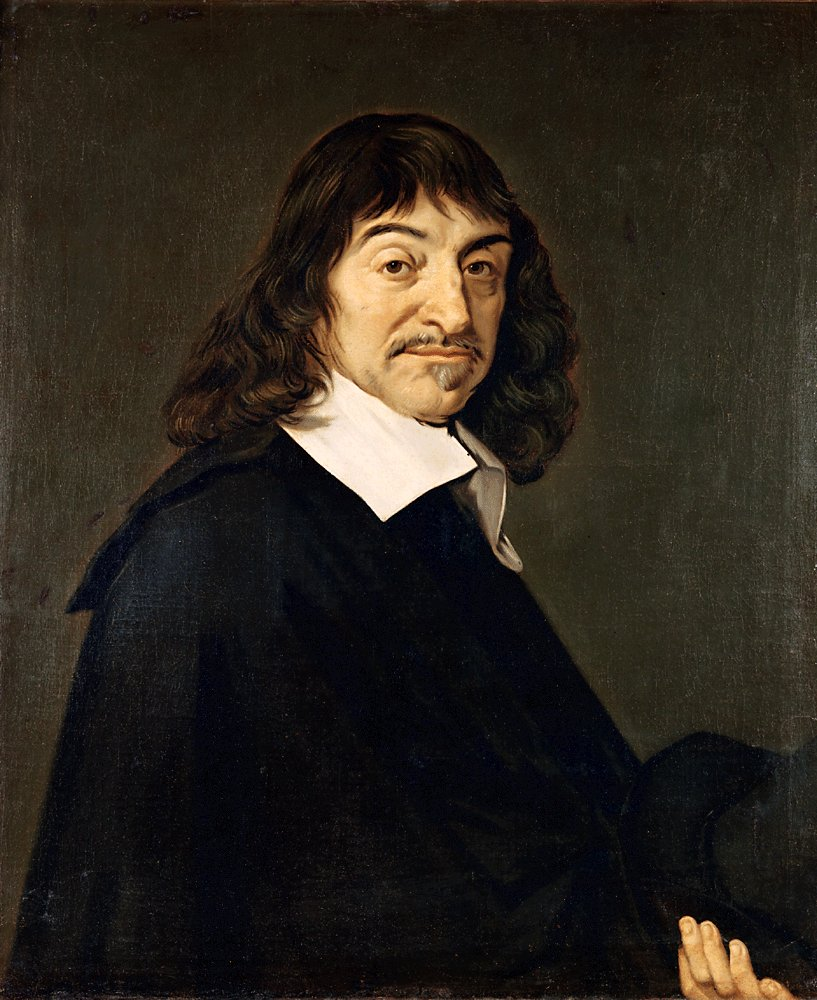
Descartes n'emploie que très rarement le mot « conscience ».

Le concept de conscience (consciousness) n’a été isolé de sa signification morale qu’à partir de John Locke, dans son Essai sur l'entendement humain (1689). Avant lui le mot conscience n’a jamais eu le sens moderne. En particulier, Descartes ne l’emploie quasiment jamais en ce sens, bien qu’il définisse la pensée comme une conscience des opérations qui se produisent en nous (les Principes de la philosophie, 1644). Le Petit Robert attribue à Malebranche (1676) la définition de conscience comme « connaissance immédiate de sa propre activité psychique », alors que l'Essai de Locke date de 1689.
C’est le traducteur de Locke, Pierre Coste, qui a introduit l’usage moderne du mot conscience en français.

### Conscience (dix-huitième siècle français)

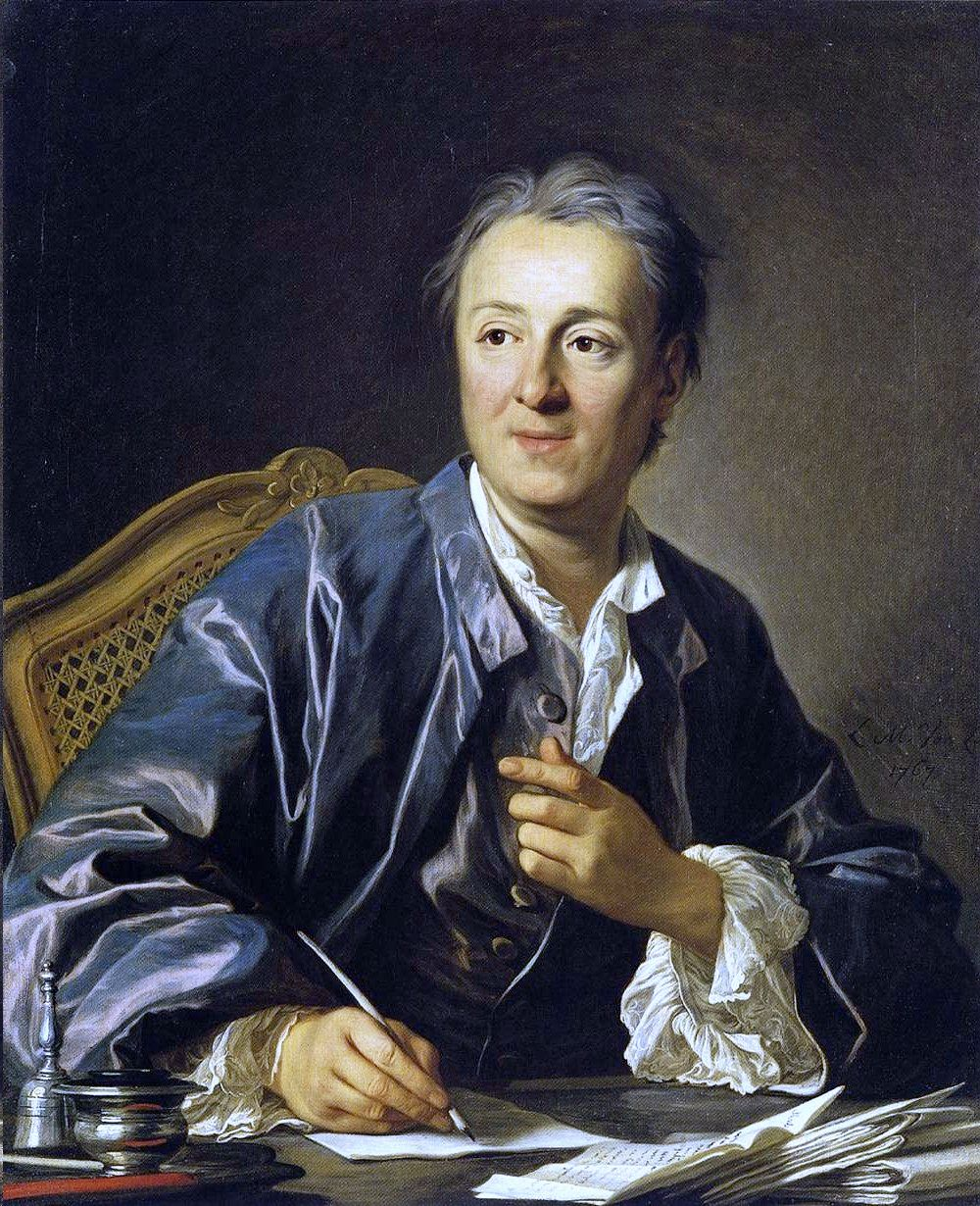
Comme Rousseau, Diderot croit à la bonté naturelle de l'homme.

Au XVIIIe siècle en France, les Encyclopédistes sont déistes, même si certains d'entre eux inclinent vers l'athéisme. Leur philosophie est naturaliste. Comme Jean-Jacques Rousseau, Denis Diderot croit à la bonté naturelle de l'homme. La moralité consiste dès lors à « prendre conscience des données de notre nature pour fonder le bonheur individuel et social sur les besoins humains et sur la raison ».
Au livre IV de L'Émile, la déclaration de Rousseau, que représente un jeune calviniste éclairé par un vicaire savoyard, est célèbre : « Conscience ! conscience ! Instinct divin, immortelle et céleste voix ; guide assuré d'un être ignorant et borné, mais intelligent et libre ; juge infaillible du bien et du mal [...] ».

### Bewusstsein(conscience) —Selbstbewusstsein(conscience de soi)
Le principe selon lequel « toute conscience est conscience de quelque chose », soit « la nécessité de corréler un sujet et un objet visé par ce sujet », exprime sa propriété fondamentale, l'intentionnalité, rappelle Jean-François Goubet. Mais toute conscience, ajoute-t-il est aussi « rapport à soi ».

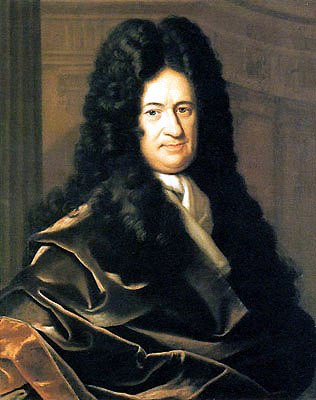
Gottfried Wilhelm von Leibniz

Pour Leibniz, critique de Descartes, le cogito n'est pas « la seule proposition première », il faut « lui adjoindre une autre vérité de fait primitive » et dire plutôt :« des choses diverses sont pensées par moi ». Autrement dit, « la perception, l'enveloppement du divers dans l'unité, s'accompagne chez l'homme d'aperception, de conscience réflexive ».
Christian Wolff introduit le terme Bewusstsein et remanie le cogito par cette formulation : « nous sommes conscients de nous-mêmes et d'autres choses ».
La première génération kantienne approfondit la question de la conscience, notamment 
Karl Leonhard Reinhold qui émet le principe suivant : « Dans la conscience, la représentation est rapportée au sujet et à l'objet, et distinguée de l'un et de l'autre, par le sujet ». De la sorte, commente Jean-François Goubet, ce principe de Reinhold doit être « l'assise tant de la philosophie de la connaissance que de la philosophie pratique ».

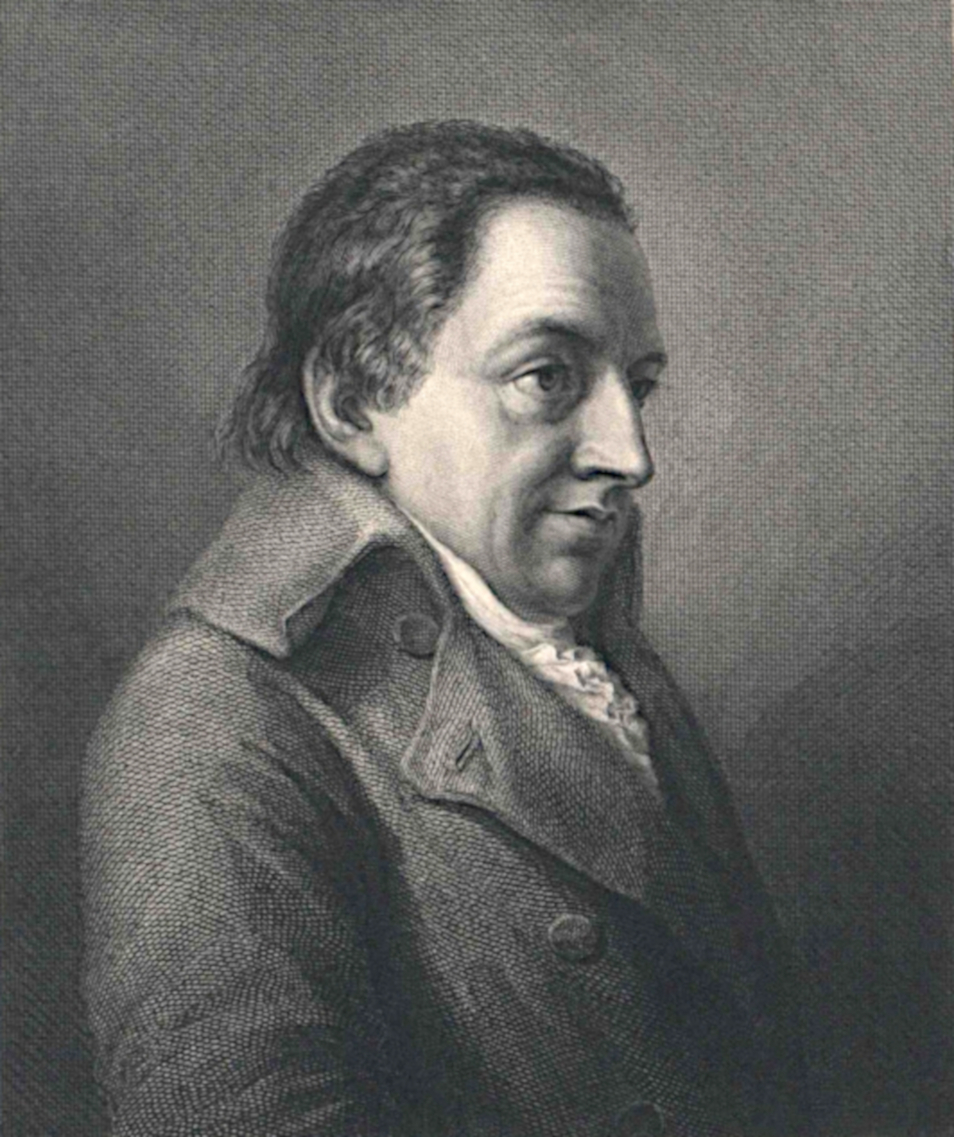
Johann Gottlieb Fichte

En adhérant à ce projet, Fichte innove avec une conception unifiée de l'aperception donnant naissance à toutes les déterminations de la conscience : « Sans conscience de soi, aucune conscience n'est possible ». Le soi est « l'activité originaire générant toute réalité consciente » : il s'agit d'une « identité à soi, non pas donnée mais produite ».
Hegel reprochera à la philosophie de Fichte « de rendre absolu le subjectif, qui n'est jamais qu'un particulier opposé à l'objectif ». Ainsi la conscience reste-t-elle « toujours affectée par une opposition insurmontable entre sujet et objet ». Chez Hegel, l'esprit se déploie en supprimant la figure de la conscience pour adopter la forme du concept où « le sujet se sait comme objet et l'objet comme sujet ».

### Limites de la conscience  à l'époque contemporaine

#### Illusions de la conscience
Selon Jean-François Goubet, Karl Marx s'élèvera contre le primat de la conscience parce que « ce n'est pas la conscience des hommes qui détermine leur existence [sociale] », mais l'inverse. La conscience est pour Marx « un produit de la réalité économique ».
Friedrich Nietzsche dénoncera quant à lui une illusion grammaticale de la conscience dans la croyance en l'existence réelle d'un sujet et des activités qui lui sont attachées.
Le legs que représente le cogito de Descartes sera également questionné par Heidegger : il se révélera plus labile que ferme dans la mesure où il n'aura pas « tiré au clair la question de l'être de la chose qui pense ». Même sans être jamais une « une assise garantie », le Dasein, « à l'instar du sujet conscient, est le plus proche de lui-même ».

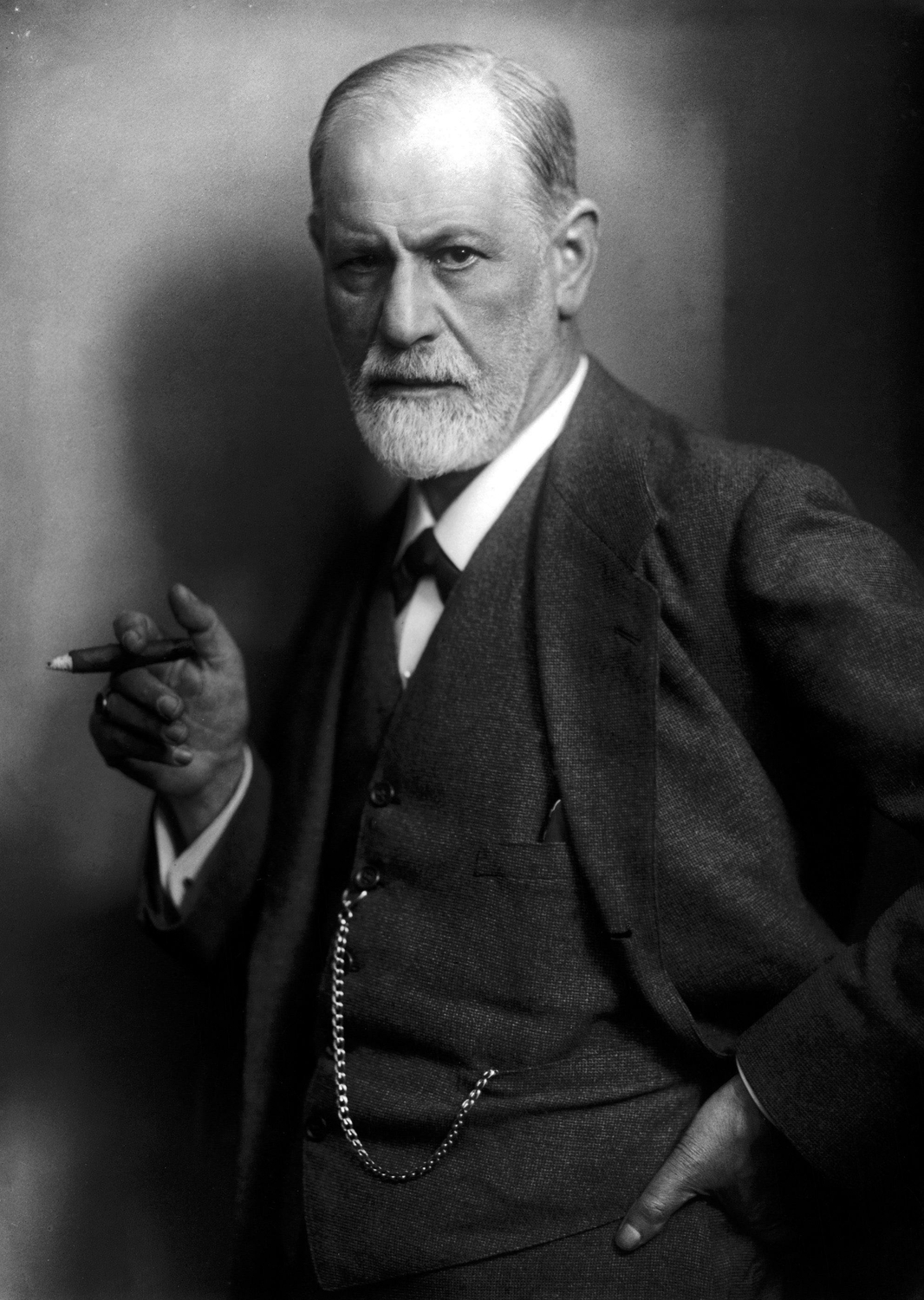
Il se passe dans le psychisme bien plus de choses qu’il ne peut s’en révéler à la conscience (Sigmund Freud, Essais de psychanalyse)

#### Conscience / conscient et inconscient (psychanalyse)
Même si le mot « inconscient » s'est trouvé forgé au début du XIXe siècle par les romantiques, c'est au début du XXe siècle que Sigmund Freud découvre l'inconscient lié à la pulsion sexuelle et au refoulement, en l'occurrence celui de la sexualité infantile.
La psychanalyse distingue la conscience de l'inconscient. L'objectif de la psychanalyse sera, selon Freud, de « traduire les processus inconscients en processus conscients pour combler ainsi les lacunes de notre perception consciente ». Tout au long de l'œuvre freudienne, conscience et perception sont « indissolublement liées », et mieux vaut parler du « système perception-conscience (“Pc-Cs”) ».
Dans la première topique mise en place notamment au chapitre VII de L'Interprétation du rêve (1900), « le conscient » est l’une des trois instances composant l'appareil psychique, les deux autres étant donc le préconscient et l’inconscient. Ainsi pour Freud, la conscience n'est pas l'essence du psychisme, elle n’en est qu'une partie et ignore de nombreux phénomènes qui sont de l’ordre de l'inconscient. Ceux-ci peuvent être amenés à la conscience dans le cadre de la cure psychanalytique, à travers la prise de conscience du refoulé.

##### Surmoi et conscience morale
Dans le Dictionnaire international de la psychanalyse, la notion de « conscience morale » renvoie au surmoi, instance de la seconde topique freudienne (1923, Le Moi et le Ça), lequel Surmoi, non dissocié de l'une des fonctions de l'idéal (1914, Pour introduire le narcissisme ; 1921, Psychologie des masses et analyse du moi), résulte de l' « intériorisation de l'autorité parentale » et se trouve par conséquent être l'héritier du complexe d'Œdipe refoulé dans l'inconscient en matière de sexualité infantile.
La qualité d'instance du surmoi implique dès lors « la reconnaissance de ce que la plus grande partie du moi est inconsciente ». Le surmoi dominant le moi, la tension entre les deux instances se manifeste comme angoisse morale. Selon Jean-Luc Donnet, dans la mesure où le surmoi recoupe le thème élevé du sublime dans l'homme, Freud s'élève ainsi « contre toute perspective spiritualiste », telle que la sollicite le thème de la « conscience morale » : c'est en effet la dimension pulsionnelle de l'instance surmoïque qui prévaut ici. Dans sa fiche de lecture sur Malaise dans la culture, Michel Plon confirme que le surmoi correspond de fait à « cette “conscience morale” qui renvoie au moi l'agressivité que celui-ci entend projeter sur l'extérieur, sur les autres, et qui donne ainsi naissance au sentiment de culpabilité ».

Sur le plan philosophique, Freud assimile le surmoi à l'impératif catégorique kantien.

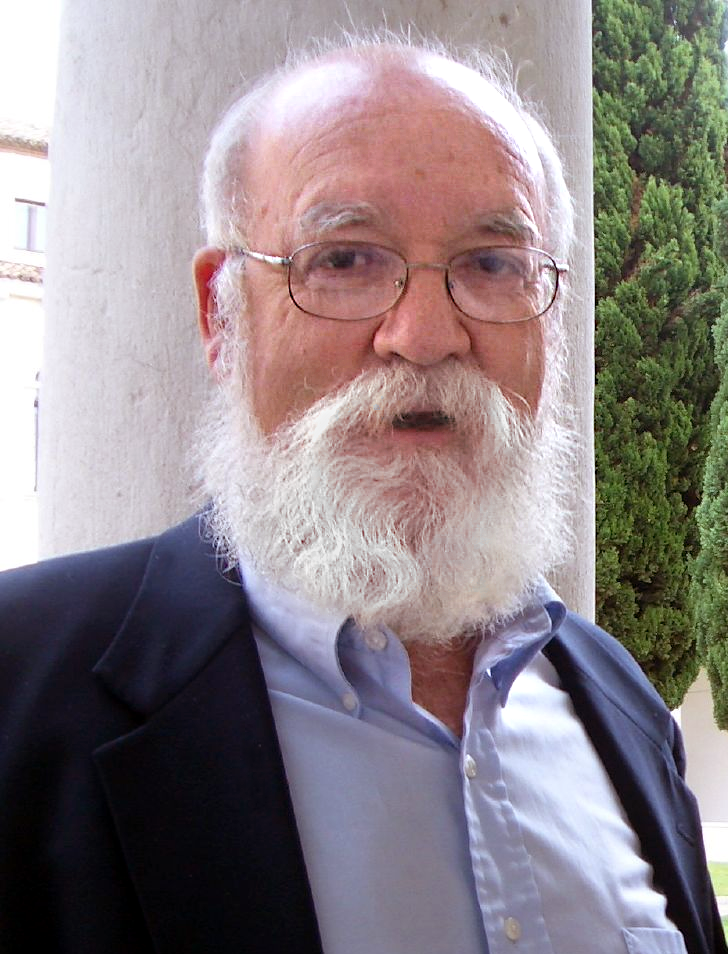
Daniel Dennett a, entre autres, écrit sur les Qualia.

## Questions fondamentales

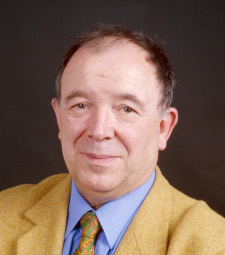
Pour Jean-Pierre Changeux, il existe un « espace de travail neuronal » constitué de neurones momentanément coactivés et qui forment le siège de la conscience.

Il existe de nombreuses théories qui s’efforcent de rendre compte de ce « phénomène ».

Ce sujet fait l’objet des travaux de Daniel Dennett, Antonio Damasio et Jean-Pierre Changeux, ainsi que des sciences cognitives. Le modèle du spectateur cartésien est remis en cause car, comme le fait remarquer Daniel Dennett, on ne peut expliquer la conscience par la conscience : expliquer exige que l’explication ne fasse pas appel elle-même à une compréhension de ce qu’on souhaite justement expliquer (« To explain means to explain away »). En d’autres termes, on n’aura expliqué la conscience que lorsque cela aura été fait en termes ne faisant pas intervenir le mot ni le concept de « conscience ». Sinon, on tombe dans un argument circulaire (voir l’article : sophismes). On remarquera que Daniel Dennett remet en cause le modèle du « spectateur cartésien » avec une explication elle-même de type « circulaire ».

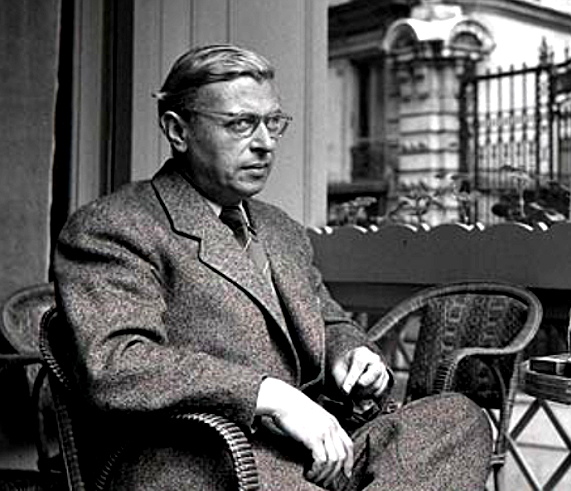
Jean-Paul Sartre : « La conscience n’a pas de dedans, elle n’est rien que le dehors d’elle-même. »

## Théories

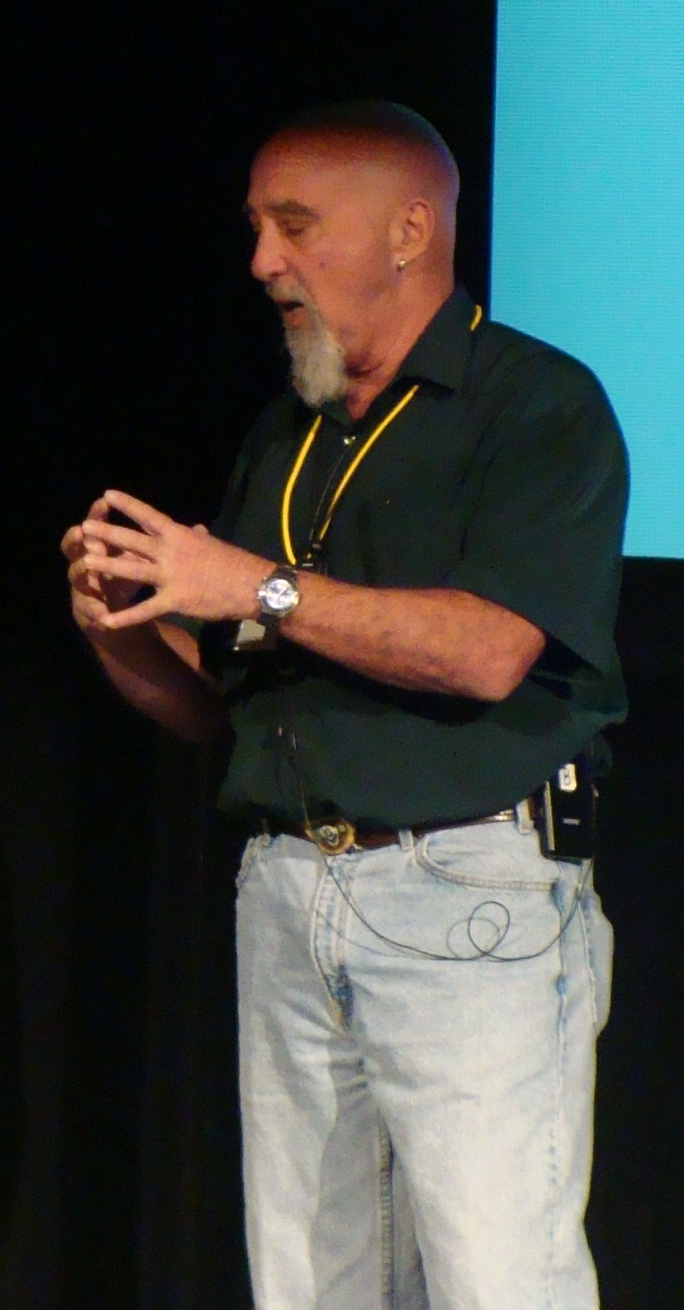
Selon Stuart Hameroff, le cerveau est l'organe à travers lequel la conscience se manifeste mais il n'est pas ce qui produit la conscience.

Les questions de savoir ce qui caractérise la conscience, quelles sont ses fonctions et quels rapports elle entretient avec elle-même ne préjugent pas nécessairement du statut ontologique qu’il est possible de lui donner. On peut, par exemple, considérer que la conscience est une partie de la réalité qui se manifeste dans des états de conscience tout en étant plus qu’une simple abstraction produite à partir de l’adjectif « conscient ». Cette thèse réaliste (au sens de la philosophie médiévale, voir réalisme et nominalisme) n’a plus beaucoup de défenseurs de nos jours. L’une des raisons en est que l’investigation purement descriptive ne rend pas nécessaire ce genre d’hypothèses réalistes.
- La conscience s'étudie par ses manifestations. Une école de pensée, le behaviorisme, se propose d'ailleurs de n'étudier que les manifestations elles-mêmes, sans chercher à poser l'hypothèse d'une conscience sous-jacente et bien difficile à définir.
- Dualisme
- Physicalisme
- La théorie de l'espace de travail global
- La conscience du point de vue matérialiste, comme François Kammerer, Conscience et matière, 2019[54].
- L’approche de Timothy Leary avec ses 8 circuits.
- La conscience consciente d'elle-même dont témoigne l'écrivain Stephen Jourdain.
- Autres théories cognitives (Douglas Hofstadter, Daniel Dennett, Antonio Damasio, Gerald Edelman, Giulio Tononi).
- Les théories quantiques de la conscience de Roger Penrose (1989, 1994) et Stuart Hameroff (1998).

et même des approches totalement physiques (matérialisme scientifique), comme celle de Jean-Pierre Changeux, selon lequel les percepts et les concepts constituent des entités physiques se traduisant par des connexions physiques et logiques de neurones, qu’il entend mettre en évidence ; c’est déjà le cas pour les percepts. Dans cette démarche, Stanislas Dehaene poursuit les travaux de recherche sur la Théorie de l'espace neuronal global, dans  Le Code de la conscience, 2014.
Le concept de conscience n'est donc plus exclusivement utilisé par la philosophie ou la psychologie, des chercheurs d'autres disciplines comme la sociologie ou l'anthropologie s'intéressent à ce concept en lui donnant d'autres sens, à partir souvent de résultats d'enquêtes ou d'observations directes et participantes. Par exemple, des chercheurs sous la direction d'Alfredo Pena-Vega et de Nicole Lapierre ont étudié l'émergence d'une conscience européenne chez des jeunes vivant en Poitou-Charente.
Des disciplines telles que la neurologie s'intéressent elles aussi au concept de conscience. À ce titre, les altérations de conscience par exemple dans le cadre d'un accident vasculaire cérébral permettent de mieux appréhender ce concept. Ainsi, la vision aveugle dans le cadre d'un accident vasculaire occipital consécutif à l'occlusion du tronc basilaire, permet d'expérimenter une vision inconsciente des objets. Le patient parvient à éviter des objets d'une façon qu'il qualifie d'intuitive donc inconsciente.

#### Dictionnaires et usuels
- Clara Auvray-Assayas, « Conscientia » (encadré), dans Barbara Cassin (dir.), Vocabulaire européen des philosophies : dictionnaire des intraduisibles, Le Robert, 2019 (ISBN 978-2-02-143326-5), p. 263.
- Étienne Balibar, « conscience », dans Barbara Cassin, Vocabulaire européen des philosophies : dictionnaire des intraduisibles, Paris, Le Robert, 2019 (ISBN 978-2-02-143326-5), p. 260-274
- Oscar Bloch et Walther von Wartburg, Dictionnaire étymologique de la langue française, Presses universitaires de France, 1950 (lire en ligne)
- Philippe Büttgen, « “Conscientia” et “Gewissen” chez Luther » [encadré], dans Barbara Cassin (dir.), Vocabulaire européen des philosophies : dictionnaire des intraduisibles, Le Robert, 2019 (ISBN 978-2-02-143326-5), p. 264-265.
- Raymond Cahn, « conscient (le)/conscience », dans Alain de Mijolla, Dictionnaire international de la psychanalyse, Paris, Hachette Littératures, 2005 (ISBN 9782012791459), p. 372-373
- Barbara Cassin, « Le grec pour “conscience” : rétroversions → oikeiôsis, sens » (encadré), dans Barbara Cassin (dir.), Vocabulaire européen des philosophies : dictionnaire des intraduisibles, Le Robert, 2019 (ISBN 978-2-02-143326-5), p. 261-262.
- Roland Chemama (dir.) et Bernard Vandermersch (dir.), Dictionnaire de la psychanalyse, Paris, Éditions Larousse, 2009, 4e éd., 602 p. (ISBN 978-2-03-583942-8), p. 108-109.
- Jean-Luc Donnet, « Surmoi », dans Alain de Mijolla, Dictionnaire international de la psychanalyse, Paris, Hachette Littératures, 2005 (ISBN 9782012791459), p. 1754-1756
- Jean-François Goubet, « conscience — conscience de soi (Bewusstsein — Selbstbewusstsein », dans Élisabeth Décultot, Michel Espagne et Jacques Le Rider (dir.), Dictionnaire du monde germanique, Paris, Bayard, 2007 (ISBN 9782227476523), p. 219-220
- André Lagarde et Laurent Michard, « L'Encyclopédie, Profession de foi du vicaire savoyard », dans Lagarde et Michard, IV. Dix-huitième siècle, Paris, Bordas, 1956, p. 240-312
- [Lalande] André Lalande, Vocabulaire technique et critique de la philosophie (ISBN 978-2-13-058582-4 et 2-13-058582-5, OCLC 1368855018). 
  - Lalande (1926), 3e éd. Quadrige, 1993, « 1. CONSCIENCE psychologique », p. 173-175
    - Lalande (1926), 3e éd. Quadrige, 1993, « COLLECTIF. Sur Collective (Conscience) », p. 147
    - Lalande (1926), 3e éd. Quadrige, 1993, Supplément, « 1. Conscience malheureuse, mauvaise conscience », « 2. Examen de conscience », « 3. Communication des consciences », p. 1240-1241

  - Lalande (1926), 3e éd. Quadrige, 1993, « 2. CONSCIENCE morale », p. 175-176
  - Lalande (1926), 3e éd. Quadrige, 1993, « CONSCIENT », p. 176
  - Lalande (1926), 3e éd. Quadrige, 1993, « ÉTAT ». B. Spécialement, état de conscience, p. 303
- André Comte-Sponville, Dictionnaire philosophique, PUF, 2001, p. 127
- Christian Godin, Dictionnaire de philosophie
- Alain Rey (dir.), Le Robert.Dictionnaire historique de la langue française (1e éd. 1992), édition petit format, 1998, réimpression, 2000, tome 1, entrée « Conscience », p. 856-857. 
  - Dictionnaire historique de la langue française, 2000, entrée « État » → état de conscience, p. 1321
- Le Petit Robert, « Conscience », Paris, Dictionnaires Le Robert, 1996,  (ISBN 2850365068), p. 445

#### Textes classiques
- Henri Bergson, Essai sur les données immédiates de la conscience
- Henri Bergson, « La conscience et la vie » in L'Énergie spirituelle
- René Descartes, Discours de la méthode
- René Descartes, Méditations métaphysiques
- René Descartes, Les Principes de la philosophie
- Maurice Halbwachs, Les Cadres sociaux de la mémoire, Paris, 1926, Albin Michel (nouvelle édition)
- Maurice Halbwachs, La Mémoire collective, Paris, 1950, Albin Michel (nouvelle édition)
- Sigmund Freud, L'Interprétation du rêve (1900), PUF 2005  (ISBN 2-13-052950-X) (notamment dans le chapitre VII)
- Emmanuel Kant, Critique de la raison pure
- Emmanuel Kant, Critique de la raison pratique
- Gottfried Wilhelm Leibniz, Nouveaux essais sur l’entendement humain
- John Locke, Essai sur l'entendement humain (en particulier le chapitre 27). Voir John Locke, Identité et différence. L’invention de la conscience
- Karl Marx et Friedrich Engels, L'Idéologie allemande
- Jaak Panksepp et al., Déclaration de Cambridge sur la conscience
- Jean-Jacques Rousseau, La Profession de foi du vicaire savoyard, livre IV de Émile, ou De l'éducation, 1762
- Baruch Spinoza, Éthique, 1677
- Rudolf Steiner, Philosophie de la liberté ; traduit de l'allemand par Jean-Luc Evard et Joseph Morsel

#### Études

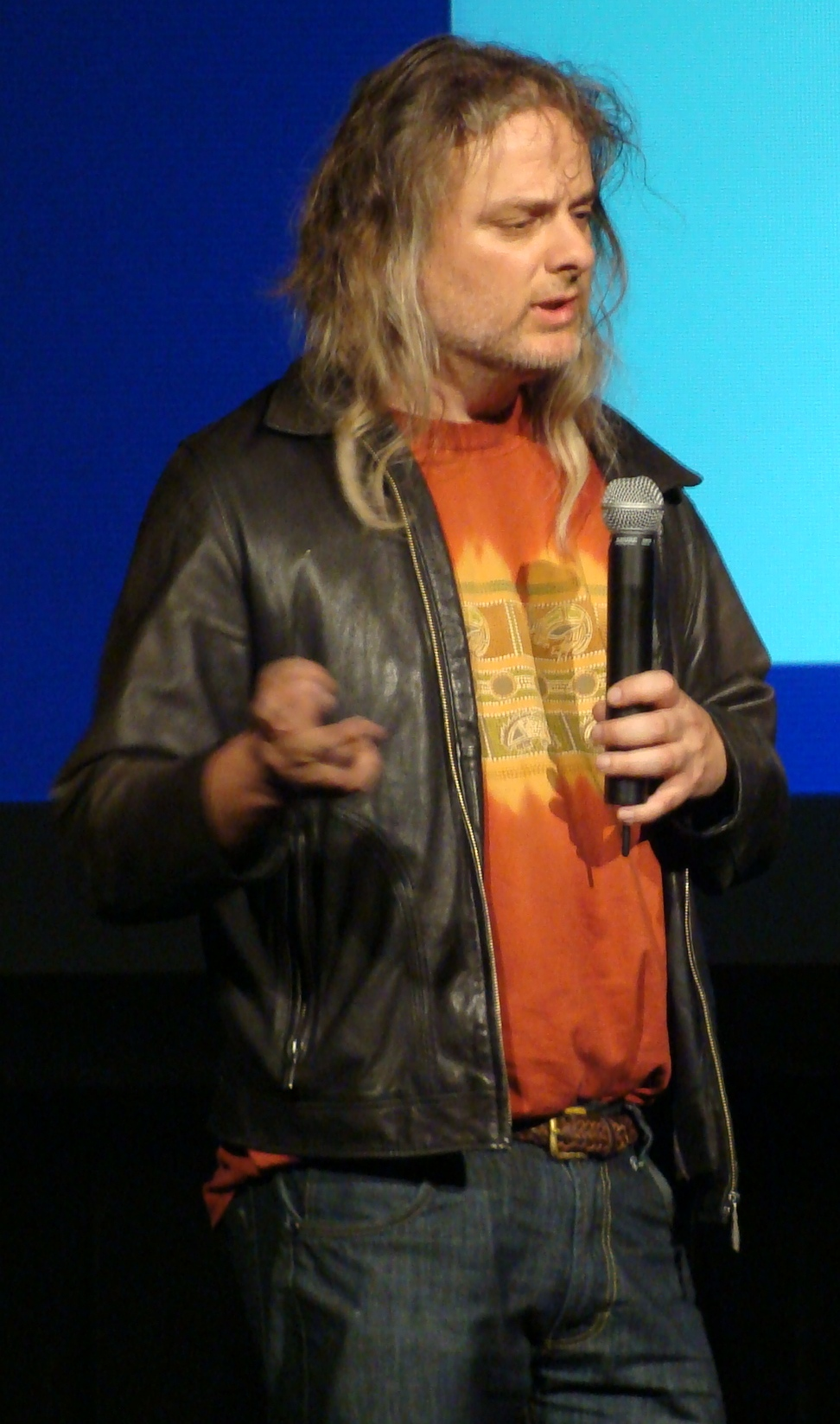
David Chalmers parle de problème difficile de la conscience pour évoquer les questions non résolues sur le sujet.

- Paul-Laurent Assoun, Freud, la philosophie et les philosophes, Quadrige/Presses Universitaires de France, 1995 (ISBN 2130467741), p. 345-348 (Ethique et inconscient : impératif catégorique et surmoi moral).
- Étienne Balibar. Introduction à John Locke : Identité et Différence. L'Invention de la conscience, édition bilingue, Seuil, Paris, 1998. Voir aussi « Identité et différence selon Étienne Balibar », par Françoise Badelon, in Multitudes, mis en ligne le 21 juin 2003)
- Claude Berrou et Vincent Gripon, Petite mathématique du cerveau (Une théorie de l'information mentale), 2012, Odile Jacob
- Michel Bitbol, Physique et Philosophie de l'Esprit, Champs-Flammarion, 2005
- Pierre Buser, Neurophilosophie de l'esprit (ces neurones qui voudraient expliquer le mental), 2013, Odile Jacob
- David Chalmers, The Conscious Mind: In Search of a Fundamental Theory (1996). Oxford University Press. hardcover:  (ISBN 0-19-511789-1), paperback:  (ISBN 0-19-510553-2)
- Jean-Pierre Changeux, L'homme neuronal, 1991, Pluriel
- Jean-Pierre Changeux et Paul Ricœur, Ce qui nous fait penser (La nature et la règle), 2001, Odile Jacob
- Antonio Damasio, Le Sentiment même de soi, 2002, Odile Jacob
- Antonio Damasio, Spinoza avait raison
- Stanislas Dehaene, Le Code de la conscience, Paris, Odile Jacob, coll. « Sciences », 2014, 427 p. (ISBN 978-2738131058, lire en ligne),
- Jean Delacour, Conscience et cerveau
- Daniel Dennett, La Conscience expliquée
- Natalie Depraz, La Conscience. Approches croisées, des classiques aux sciences cognitives, Armand Colin, 2001  (ISBN 2-200-26370-8)
- Gerald Edelman, Giulio Tononi, Comment la matière devient conscience
- Gerald Edelman, Plus vaste que le ciel, 2004
- Gerald Edelman, Biologie de la conscience, 2000, Odile Jacob
- Daniel Heller-Roazen, Une archéologie du toucher (2012), Le Seuil, Paris
- (de) Karl Holl, « Was verstand Luther unter Religion ? », in Gesammelte Aufsätze zur Kirchengeschichte, t. 1, Tübingen, Mohr, 1948, p. 1-110
- François Kammerer, Conscience et matière : Une solution matérialiste au problème de l'expérience consciente, Paris, Éditions matériologiques, coll. « Sciences et philosophie », 2019, 533 p. (ISBN 9782373612141, lire en ligne).
- François Van Laere, « À la croisée de la conscience et du temps : l'imaginaire perplexe de Rousseau », Raison présente, n°11, Juillet – Août – Septembre 1969, dans Numéro thématique : « Information, pouvoir et liberté », p. 75-84, DOI : https://doi.org/10.3406/raipr.1969.1344, [lire en ligne]
- Michel Plon, « Le malaise dans la culture, Sigmund Freud. Fiche de lecture », sur www.universalis.fr (consulté le 6 juillet 2024).
- Karl Popper, Le soi et son cerveau, 2018, Éditions rue d'Ulm
- Alain Renaut, « Chapitre 1. La conscience », dans : La Philosophie. Avec la collaboration de Jean-Cassien Billier, Patrick Savidan, Ludivine Thiaw-Po-une, Paris, Éditions Odile Jacob, « Hors collection », 2006, p. 28-41, [lire en ligne]
- Stéphane Sangral, Des dalles posées sur rien, 2017, Éditions Galilée
- John Searle, Le Mystère de la conscience, Éditions Odile Jacob, 1999  (ISBN 978-2738107466). Réflexion sur les conceptions concernant la conscience de Francis Crick, Gerald Edelman, Roger Penrose et Daniel Dennett.
- « La conscience : Un défi pour les neurosciences, un horizon pour l'IA », Pour la science, hors-série no 127,‎ mai-juin 2025, p. 4-108.

#### Bases de données et dictionnaires
- Ressources relatives à la recherche :   - Internet Encyclopedia of Philosophy
  - JSTOR
  - Stanford Encyclopedia of Philosophy
- Ressources relatives à la santé :   - Medical Subject Headings
  - Store medisinske leksikon
- Notices dans des dictionnaires ou encyclopédies généralistes :   - Britannica
  - Den Store Danske Encyklopædi
  - Store norske leksikon
  - Universalis
- Notices d'autorité :   - BnF (données)
  - LCCN
  - GND
  - Japon
  - Israël
  - Tchéquie